# Poprtnjački
Poprtnjački so pesniška zbirka Svetlane Makarovič. 

## Analiza
Na začetku je nagovor bralcem. Avtorica povabi prijatelje na kos prazničnega poprtnjaka.
1. pesem: Govori o dobti letini.
2. pesem: Opisuje sonce, ki se skriva za oblaki in ples žita.
3. pesem: Pripoveduje o zaljubljeni punci.
4. pesem: Dekle pove fantu, da naj ponoči ne hodi k njej, saj je utrujena.
5. pesem: Dekle govori, kako be naredila košaro.
6. pesem: Opisuje jesensko noč.
7. pesem: Nagovarjanje mlinarja.
8. pesem: Dekle naroči peku rogljič.
9. pesem: Govori o bratski delitvi rogljičkov.
10. pesem: Govori o peku, ki je zažgal ves kruh.